# Agnes de Dios
Agnes de Dios (Agnes of God) es una película estadounidense de 1985 cuyo guion es de John Pielmeier y está basado en su obra de teatro homónima, escrita en 1979 y estrenada en Broadway en 1982. 
En España, la obra ha sido representada en teatro con Cristina Higueras y Fiorella Faltoyano en los papeles principales. 
En México fue representada en teatro en 1985 con Marga López, María Teresa Rivas y Blanca Guerra en los roles principales.
La película, que fue dirigida por Norman Jewison y contó con la actuación de Jane Fonda, Anne Bancroft, Meg Tilly, Anne Pitoniak, Winston Rekert y Gratien Gélinas, tuvo tres candidaturas a los Oscar: a la mejor actriz principal (Anne Bancroft), a la mejor actriz de reparto (Meg Tilly) y a la mejor música.

## Argumento
En un convento católico cercano a Montreal, pare la hermana Agnes (Meg Tilly), que afirma que fue visitada por Dios y que después quedó embarazada, y el niño muere. 
La psiquiatra Livingston (Jane Fonda) acude al convento para conocer de cerca los hechos y ayudar a la monja. Al mismo tiempo, conocerá otros aspectos extraños de la vida dentro de ese convento.

## Reparto
| Actor              | Personaje                   |
| ------------------ | --------------------------- |
| Jane Fonda         | Dra. Martha Livingston      |
| Anne Bancroft      | madre Miriam Ruth           |
| Meg Tilly          | Hermana Agnes               |
| Anne Pitoniak      | Madre de la Dra. Livingston |
| Winston Rekert     | detective Langevin          |
| Gratien Gélinas    | padre Martineau             |
| Guy Hoffman        | Justice Joseph Leveau       |
| Gabriel Arcand     | Monseñor                    |
| Françoise Faucher  | Eve LeClaire                |
| Jacques Tourangeau | Eugene Lyon                 |
| Janine Fluet       | Hermana Marguerite          |
| Françoise Berd     | Hermana Thérèse             |
| Mimi D'Estée       | Hermana Elizabette          |
| Victor Désy        | bibliotecario               |
| Charlotte Laurier  | prostituta joven            |
| André Lacoste      | paciente                    |